# Ісади (Грязовецький район)
Іса́ди (рос. Исады) — хутір у складі Грязовецького району Вологодської області, Росія. Входить до складу Вохтозького міського поселення.

## Населення
Населення — 46 осіб (2010; 52 у 2002).
Національний склад (станом на 2002 рік):
- росіяни — 100 %